# بخش دیفا
بخش دیفا (به لاتین: Diffa Department) یک منطقهٔ مسکونی در نیجر است که در ناحیه دیفا واقع شده‌است. بخش دیفا ۱۵۹٬۷۲۲ نفر جمعیت دارد.